# اسپرس گل‌ریز
اسپرس گل‌ریز (نام علمی: Onobrychis micrantha) نام یک گونه از سرده اسپرس است.